# Odiel
L'Odiel è un fiume spagnolo che nasce nella Sierra de Aracena e, dopo un percorso di 150 km, tutto all'interno della provincia di Huelva, sfocia nell'Oceano Atlantico insieme al Rio Tinto nella baia di Huelva, nel territorio dell'omonima città.
Ai tempi dei romani era noto come Luxia Anche prima dell'occupazione romana, il suo estuario era considerato un importante luogo per scambi commerciali, come attestano gli scavi archeologici che hanno portato alla luce reperti fenici e greci.

## Affluenti principali
- Escalada
- Meca
- Olivargas
- Oraque
- Santa Eulalia
- El Villar.